# Шёнеберг (Вестервальд)
Шёнеберг (нем. Schöneberg) — община в Германии, в земле Рейнланд-Пфальц.
Входит в состав района Альтенкирхен-Вестервальд. Подчиняется управлению Альтенкирхен. Население составляет 420 человек (на 31 декабря 2010 года). Занимает площадь 3,20 км².